# Cupania rubiginosa
Cupania rubiginosa är en kinesträdsväxtart som beskrevs av Ludwig Radlkofer. Cupania rubiginosa ingår i släktet Cupania och familjen kinesträdsväxter. Inga underarter finns listade i Catalogue of Life.